# Auce
Auce (en alemán: Alt-Autz) es una villa situada al sur de Letonia cerca de la frontera con Lituania. Ubicada en la histórica región de Curlandia.

## Historia
Se menciona por primera vez a Owcze por primera vez en 1426. En 1576 Alt-Autz se independizaba de las posesiones del terrateniente Johann von Bremen. En 1667 se funda la primera iglesia y consigue los derechos de villa en 1924.

## Residentes Ilustres
- Kurt Tucholsky (1890–1935), periodista y escritor alemán de origen judío, residió en la localidad entre 1915 - 1917 en la administración de la Academia de Artillería de Auce donde conoció a Mary Gerold (1898–1987), la cual se convertiría en su segunda mujer.
- Erhard Milch (1892–1972), fue edecán del Comandante de la Academia de Artillería  de Auce en categoría de teniente durante el Imperio Alemán (siendo superior de Kurt Tucholsky) a finales del otoño de  1916.

- Datos: Q758578
- Multimedia: Auce / Q758578